# Istiblennius meleagris
Istiblennius meleagris là một loài cá biển thuộc chi Istiblennius trong họ Cá mào gà. Loài cá này được mô tả lần đầu tiên vào năm 1836.

## Từ nguyên
Từ định danh meleagris trong tiếng Latinh nghĩa là "gà Phi", hàm ý đề cập đến những đốm màu trắng bạc bao phủ cơ thể loài này giống với hoa văn đốm của gà Phi.

## Phân bố và môi trường sống
I. meleagris hiện chỉ được biết đến ở Úc, từ Perth (Tây Úc) vòng qua phía bắc xuống đến Sydney (New South Wales).
Thông qua vận tải tàu thuyền, nhiều cá thể I. meleagris đã được phát hiện tại Đông Địa Trung Hải (Syria, Liban và Israel) trong khoảng năm 2016–2023. Có khả năng, loài này sẽ tiếp tục mở rộng và lập quần thể ở Địa Trung Hải trong những năm tới, trở thành một loài xâm lấn cần được theo dõi.
I. meleagris sống ở vùng gian triều, thường tập trung ở vùng bờ biển đá và rừng ngập mặn, độ sâu đến 3 m. Chúng là một trong số ít loài cá mào gà xuất hiện ở moi trường nước lợ.

## Mô tả
Chiều dài cơ thể lớn nhất được ghi nhận ở I. meleagris là 15 cm. Đầu và thân màu nâu sẫm với nhiều chấm trắng nhỏ, với các vạch xiên (cá đực) hoặc các đốm đen (cá cái). Cả hai giới đều có mào thịt ở đỉnh đầu.
Số gai vây lưng: 12–14; Số tia vây lưng: 17–21; Số gai vây hậu môn: 2; Số tia vây hậu môn: 17–21; Số tia vây ngực: 12–15; Số gai vây bựng: 1; Số tia vây bụng: 3.

## Sinh thái
Trứng của I. meleagris có chất kết dính, được gắn vào chất nền thông qua một tấm đế dính dạng sợi. Cá bột là dạng phiêu sinh vật, thường được tìm thấy ở vùng nước nông gần bờ.